# Свети Никола
Свети Никола (грч. Άγιος Νικόλαος; Патара, око 270 — Мира, око 345), у хришћанству још познат и као Никола Мирликијски, Никола Чудотворац, светац је у традиционалним црквама, архиепископ Мире Ликијске. У хришћанству се поштује као чудотворац, у источном хришћанству још и као заштитник путника, затвореника и сиромашних, а у западном хришћанству још и као заштитник готово свих слојева друштва, али нарочито деце.
Често се приказује са митром на глави, симболом његовог епископства. Свети Никола је дао основу за стварање лика Деда Мраза. На основу његових житија, у којима се говори о поклону Светог Николе за три кћерке сиромашног човјека, произашао је обичај даривања за Божић. У порти цркве Св. Николе у граду Мири, где је су биле некад његове мошти, налази се статуа свеца у лику Деда Мраза (Божић Бате), а уз њу прикладна врећа поклона са дечијим ликовима.
У древним житијима Никола Мирликијско обично се мијеша са Николом Патарским због сличних детаља у животима светаца: оба су родом из Ликиje, били су архиепископи и поштовани су као светитељи и чудотворци. Ове сличности су довеле до погрешног закључка који је постојао много стољећа, а то да је у историји цркве постојао само један Свети Никола Чудотворац.
У Српској православној цркви Свети Никола се празнује 22. (9) маја (пренос моштију), 19. (6) децембра (дан смрти). Четвртак је према седмичном кругу богослужења у Православној цркви посвијећен Светом Николи, као и Светим апостолима.

## Биографија
Према житијима, Свети Никола се родио у грчкој колонији Патари у 3. вијеку (280. године) у малоазијској римској провинцији Ликији, у времену када је област према култури била хеленистичка. Никола је био веома религиозан од раног дјетињства и свој живот је потпуно посвјетио хришћанству. Вјерује се да је рођен у богатој хришћанској породици и да је стекао основно образовање. Због чињенице да су се његова житија мијешала са житијима Николе Патарског, неколико вијекова је владало погрешно мишљење да су родитељи Никола Мирликијског били Теофан (Епифан) и Нона.
Од дјетињства Никола је изучавао Свето писмо; током дана није напуштао храм, а ноћу се молио и читао књиге. Његов стриц, епископ Никола Патарски, произвео га је у чин чтеца, а затим у чин свештеника, чинећи га за својим помоћником повјерио му је предавање учења хришћанске цркве народу. Према другој верзији, захваљујући чуду, одлуком сабора ликијских епископа лаик Никола је одмах постао епископ Мире. У 4. вијеку је именовање на такав начин било могуће.
Када су његови родитељи умрли, Свети Никола је богатство које је наслиједио подијелио сиромашнима.
Почетак свештенике службе Светог Николе приписује се времену владавине римских царева Диоклецијана (284—305) и Максимијана (286—305). Диоклецијан је 303. године издао наредбу којом се легализује систематски прогон хришћана широм царства. Након што су оба цара абдицирала 1. маја 305. године, дошло је до промјене у политици њихових насљедника према хришћанима. Никола је био затворен за време Диоклецијанових прогона, а ослобођен за време Константина Великог. У западном дијелу царства Констанције I Хлор (305—306) окончао је прогон хришћана одмах након ступања на пријесто. У источном дијелу Галерије (305—311) наставио је са прогоном до 311. године, када је издао едикт о вјерској толеранцији, на самртној постељи. Прогон од 303. до 311. године сматра се најдужим у историји царства.
Након смрти Галерија, његов савладар Лициније (307—324) углавном је толерисао хришћане. Хришћанске заједнице су почеле да се развијају. У младости је путовао у Палестину и Египат, а по повратку у Ликију, постао је епископ Мире. Овај период укључује епископство Светог Николе у Мири. Борио се против паганизма, а самом Светом Николи се приписује разарање храма Артемиди у Мири.
Он је тако ревносно бранио хришћанство од јереси, прије свега од аријанства. Грк Дамаскин Студит, митрополит Навпактски и Артски (16. вијек), у књизи „Благо” (грч. Θησαυρός) износи предање по коме је за вријеме Васељенског сабора 325. године Свети Никола „ударио у образ” свог противника Арија. Међутим, професор црквене историје Василиј Болотов у књизи „Лекције о историји Древне цркве” пише: „Ниједна од прича о Никејском сабору, чак и са слабим тврдњама на древност, међу својим учесницима не помиње име Николе. епископа Мирликијског”. У овом случају, професор, протојереј Владислав Ципин сматра, пошто се у најпоузданијим документима помињу имена само неких од отаца Сабора, не би требало за озбиљно узети овај аргумент и не вјеровати црквеној традицији. Према ријечима професора протојереја Ливерија Воронова, „то се не може сматрати истинитим првенствено због тога што је у оштрој супротности са савршеним моралом великог свеца”, са једне стране, и са Правилима светих апостола, са друге стране. Ипак, према његовим ријечима, Црква „не сумња у ваљаност чињеница саборног суђења Светом Николи” за његово лоше понашање. Воронов „на основу анализе рјечника црквених пјевања” потврђује да је Свети Никола назвао Арија „безумним богохулником”.
Чињеница о томе да је Свети Никола ударио Арија у лице и да је Светом Николи суђено нема у Николиним житијима, које је написао Симеон Метафраст у 10. вијеку, али у њима има запажање, да је Никола присуствовао Никејском сабору и „одлучно се супротставио Аријевој јереси”.
По предању на једном турском острву Gemiler Adasi надомак града Фетије, налазио се византијски град у којем је Св. Никола служио као епископ. Постоје и остаци Епископске палате, до које је од мора водио засведен ходник, дуг неколико стотина метара. Ту су сада и остаци цркве Св. Николе, са гробницама у крипти под црквом. Епископ Никола је дуго поживео и као мало који светац умро природном смрћу у старости. Светитељ је по упокојењу наводно ту прво сахрањен 340. године. Његове мошти су касније, тек у 7. веку склоњене у град Миру, пред опасношћу - арапском инвазијом. У Мири постоји друга црква Св. Николе подигнута у 4. веку, која је страдала у земљотресу 529. године. Оправљена је захваљујући помоћи цара Јустинијана. Храмовни под је нижи неколико метара од нивоа улице. Црква има леп мермерни под и гробове у нишама. Ранохришћански саркофаг у јужном крилу, смештен између два стуба, који има оштећен поклопац, важи за гроб Св. Николе. У 11. веку пренете су његове мошти одатле у италијанску луку Бари.
Свети Никола је познат као заштитник оклеветаних, често их ослобађајући судбине невино осуђених, заштитник морепловаца и других путника. Он је такође заштитник Свете Русије и Грчке, милосрдних братстава и гилди, деце, морнара и неудатих девојака, трговаца и залагаоничара и европских градова попут Фрибурга (у Швајцарској) и Москве. Једну од првих њему посвећених цркава, саградио је у 6. веку Јустинијан у Цариграду.

## Пренос моштију
Дана 26. августа, 1071. године византијска војска је поражена од Турака Селџука тако да је Византија привремено изгубила контролу над великим делом Мале Азије. Ово подручје враћено је у састав Византије тек за време владавине Алексија I Комнина (владао 1081—1118), али је и даље остало под нападима Турака. Хришћани верују да се у овој пометњи свети Никола у једном чудесном сну јавио неком часном свештенику из Барија и наредио да му се мошти пренесу у Бари (Италија) који је у то време био хришћански град и под православним патријархом. Мошти су у Бари стигле 9. маја 1087. године; према неким изворима, мошти су украли талијански пирати и пренели их у Бари, где се данас налазе. По другом извору, "разбојничка дружина Нормана из Барија, украла је његове посмртне остатке из цркве Мири". У сваком случају их у Барију верници са Истока и Запада поштују све до дана данашњега. На дан 22. маја хришћанство прославља помен на Пренос моштију Светог Николаја.
У анталијском граду Демре археолози су 2022. године пронашли темеље цркве и гробницу за коју верују да је гробница Светог Николе.

## Светац и заштитник
Хришћани верују да је Свети Никола чудотворац и да се многа чуда дешавају од његових чудотворних моштију из којих непрестано избија свето миро, којим се лече болесници. Овај светитељ је спашавао насукане и изгубљене бродове, па се сматра заштитником морепловаца. Због тога га морепловци често позивају при опасним ситуацијама или бродоломима. На овај датум су све лађе, где год се налазе, бацале своја сидра и до сутрадан мировале, одајући славу овом светитељу. Данас се уочи празника често заустављају лађе док се морнари помоле светитељу и онда настављају пут. Својим чудесним моћима свети Никола помаже сваком ко му се обрати за помоћ у болести, немоћи и душевној патњи. Уз помоћ његове молитве слепима се враћа вид, хроми проходају, а глувима се враћа чуло слуха.
Празнује се као дечји празник по католичким земљама Европе, нарочито у Немачкој, Холандији и Белгији, али и у Словенији и Хрватској и многим другим земљама света; тада деца добијају поклоне уколико су била послушна. Заштитник је града Амстердама и државе Русије.
Свети Никола је заштитник морепловаца, рибара, бродова и пловидбе. Такође је заштитник многих градова и лука (посебно у Грчкој и Италији). У грчком фолклору Свети Никола се описује као „господар мора“. У модерној Грчкој и Србији он је један од најпоштованијих светитеља. Такође он је заштитник државе Грчке.

## Иконографија
На иконама Светог Николаја обично се сликају са једне стране Исус Христос са Јеванђељем у рукама, а са друге Пресвета Богородица са архијерејским омофором на рукама. Ово има свој двострук историјски значај, и то у првом случају означава призивање Николаја архијерејској служби, а у другом оправдање њега од казне због сукоба с Аријем. Свети Методије, патријарх цариградски, пише:
Једне ноћи виде Свети Николај Спаситеља нашега у слави где стоји близу њега и пружа му Јеванђеље, украшено златом и бисером, а од друге стране виде Богородицу, која му стављаше на рамена архијерејски омофор. Мало после овога виђења представи се Јован, архиепископ мирски, и Николај би постављен за архиепископа тога града.
То је први случај. Други случај десио се за време Првог сабора у Никеји. Пошто није могао разговором да заустави Арија у хуљењу Исуса Христа и Његове Мајке, Свети Николај га је ударио руком по лицу. Свети оци на Сабору, негодујући због оваквог поступка, издвојили су Николаја са Сабора и одузели му све знаке архијерејске. Хришћани верују да је те исте ноћи неколико Светих отаца видело истоветну визију, наиме: како око Светог Николаја стоје са једне стране Господ Спаситељ са Јеванђељем, а са друге Пресвета Богородица са омофором пружајући светитељу одузете му знаке архијерејства. Видећи ово Оци су се ужаснули, и повратили брзо Николају оно што су му одузели, и почели га поштовати као великог угодника Божјег и његов поступак према Арију тумачити не као дело безразложног гнева, него као израз велике ревности за истину Божју.

## Свети Никола у српској култури
Старија традиција Срба који живе у српском Подунављу је била градња цркава посвећених светом Николи уз ову реку, јер је он по црквеном веровању заштитник путника на водама. Тако постоји црква Светог Николе у Вуковару, Новом Саду, Сремским Карловцима, Чортановцима, Старом Сланкамену, Сурдуку, Белегишу, Старим Бановцима, Земуну, Београду... У новије време, градитељи нових цркава уз Дунав, не познајући ову традицију, граде храмове посвећене осталим свецима. И Приморци (Срби) су баштиници исте традиције, па су православни храмови у Пули, Ријеци, Котору, Радованићима - (Саборна црква Светог Николе на Луштици), Баошићима, на хриди код села Кримовица у Грбљу, Манастир Прасквица, Тудоровићима (Паштровићи), Бару, Улцињу... посвећени овом светитељу. Поарбанашени и покатоличени Срби у Албанији су још дуго након промјене вере славили светог Николу по старом календару. Док су Иван Јастребов и Срећковић путовали у Скадар 1875. г. повео се разговор о Арбанасима римске вере, о њиховом празновању светаца и причешћу. Јастребов је рекао како је гледао у Миридитији како фратар обландом причешћује људе, а они излазећи из цркве одмах су из својих тиквица пили вина, и то вино су сматрали за право причешће. Аустријски конзул Тодоровић је пред свима то потврдио, а Јастребов је додао: Види се да су били православни и на силу покатоличени. Тодоровић је додао да је био сведок како Миридити празнују свеце по старом календару, а не по новом, и никако нису хтели веровати фратру да је Свети Никола 6. децембра по новом календару него тврдили, да је - 6. по старом календару.. Поарбанашено племе Краснићи су по Ивану Јастребову као крсну славу славили Светог Николу.. И племе Спачи су славили Св. Николу. Свака кућа је имала госте који долазе уочи празника и остају целу ноћ, дан који се празнује у част тога свеца и до половине следећег дана. Католичким поповима је било веома тешко искорењивати тај обичај јер су горштаци били ванредно упорни у својим обичајима. Исламизирани Срби у Доњем Дебру уз велику свечаност су празновали Св. Николу 9. маја по старом календару. Три дана нису радили, госте се, а и 15. августа су празновали три дана.

Никољдан је празник Српске православне цркве који се слави 19. децембра по грегоријанском календару (тј. 6. децембра по јулијанском календару) и посвећен је Светом Николи, епископу Мире Ликијске.
Никољдан је најчешћа крсна слава код Срба. Истраживање је показало да од свих Срба који славе, 30% њих славе ову славу. По једном податку из 1939. године, у Београду, са Земуном и Панчевом, било је 73.605 свечара, из чега је закључено да је "заиста тачно да пола Београда слави светог Николу".
Празник Никољдан је у црквеном календару уписан црвеним словима као: Свети Николај, архиепископ мирликијски Чудотворац – Никољдан. Празник Светог Николе је један од највећих храмовних и породичних празника у српском народу, а сам светац је заштитник путника, морепловаца (помораца), морнара, лађара, рибара, воденичара, трговаца, пекара, стрелаца, сиротиње, дјеце и студената.
У никољданским обредима избијају црте свеца као родовског и породичног покровитеља (мушки празници „светец“, „оброк“, „намесник“, „служба“), покровителе стасалих девојака (обичај жртвовања цвећа и поклона икони Св. Николе).
На овај празник 1905. године усвојен је Никољдански Устав Књажевине Црне Горе и Брда а на исти празник 1991. године уставотворна скупштина усвојила је Устав Републике Српске Крајине.

## Свети Никола у западној култури
Празник Светог Николе има данас велики значај по целом свету. Пошто у неким земљама превладава његов „рођак“ Santa Klaus, увезен из Америке, дошло је до комерцијализације. Пред тај дан се масовно купују дарови. Они, који славе верски празник, тим даровима у црквама или домовима обдарују и обрадују децу, а и остале члане породице, као и пријатеље и познанике. На тај начин тај празник носи поруку Светог Николе: хришћанска добротворност је увек модерна. У подалпским земљама и регионима дан Светог Николе се доводи у везу са Крампусом, обичајем чије порекло сеже у немачко-словенску традицију.

## Свети Никола у музици
О Светом Николи постоји више музичких дела нарочито на енглеском језичком подручју.

### ОперетаСвети Никола долази
Салезијански свештеник др Јерко Гржинчић је написао Божићну оперету са насловом „Свети Никола долази“ у три чина. У музичкој игри учествује мноштво деце, који представљају анђеле, ђаволе, светог Криспина и Герарда те друга лица. Премијера је била пре Другог светског рата у хотелу Унион у Љубљани (тада Краљевина Југославија, данас Словенија) са великим успехом.
Први чин се дешава у рају међу анђелима, који се спремају за велику свечаност и одлазак на Земљу те певају анђеоску химну. Они ће понети дарове доброј деци. Свети Криспин (постолар) и свети Герард (кројач) израђују ципеле и одела за сиромашну децу.
Други чин се дешава у модерном паклу. Ђаволи са Луцифером на челу читају лоше новине, певају паклену химну и говоре, како ће завести децу и омладину на криви пут и тако их добити у пакао; затим планирају, како ће пратити Светог Николу на Земљу и казнити неваљалу децу.
Трећи се чин дешава на Земљи. Свети Никола сада долази поздрављајући публику, уз пратњу анђела и крампуса. Свети владика подучава не само децу, него и њихове родитеље и пријатеље: Будите добри и марљиви, побожни и великодушни. Иза тога добра деца добијају дарове – једном пак у рају радост; неваљала деца добијају прут, једном пак муку у паклу, ако неће да исправе своје грешке.
На крају свети Никола честита срећан Божић са жељом, да сви живе у миру и слози.